# 2010 Summer Tour EP
2010 Summer Tour EP es un EP de la banda de rock alternativo Paramore que fue vendido durante el Honda Civic Tour 2010 y la gira que apoyaba a su álbum anterior, Brand New Eyes. Paramore tuvo de teloneros a Tegan and Sara, New Found Glory y a Kadawatha.
En el EP se encuentran las canciones de Paramore, Ignorance y My Heart; ambas grabadas en vivo en el Wembley Arena el 18 de diciembre del 2009. Además están las canciones de Tegan and Sara, Back in Your Head en formato acústico grabado en Australia y Sheets, un B-Side. New Found Glory también tiene una canción B-Side en el EP, I'm The Fool que no fue lanzada en su álbum Not Without A Fight. Finalmente está Kadawatha con la canción Gonna Stay.

## Lista de canciones
| N.º | Título                                         | Duración |  |
| 1.  | «Ignorance, en vivo» (Paramore)                | 3:49     |  |
| 2.  | «My Heart, en vivo» (Paramore)                 | 6:08     |  |
| 3.  | «Back in Your Head, acústica» (Tegan and Sara) | 3:31     |  |
| 4.  | «Sheets» (Tegan and Sara)                      | 3:18     |  |
| 5.  | «I’m The Fool» (New Found Glory)               | 3:38     |  |
| 6.  | «Gonna Stay» (Kadawatha)                       | 3:15     |  |

## Miembros
Paramore
- Hayley Williams – voz
- Josh Farro – guitarra, coros
- Jeremy Davis – bajo
- Zac Farro – batería
- Taylor York – guitarra rítmica